# Coslogeni
Coslogeni – wieś w Rumunii, w okręgu Călărași, w gminie Dichiseni. W 2011 roku liczyła 819 mieszkańców.